# Placido Fabris (garibaldino)
Placido Fabris (Povegliano, 3 gennaio 1839 – Padova, 17 dicembre 1907) è stato un patriota e assassino italiano.

## Biografia
Nacque a Povegliano (TV) dove il padre, originario di Pieve d'Alpago (Belluno), s'era stabilito circa una quindicina d'anni prima, appena conseguita la laurea a Padova, per esercitarvi la condotta medica.
Compiuti gli studi classici, Placido Fabris seguì le orme paterne, avviandosi ai corsi di medicina, tenuti tra le università di Padova, Pavia e Bologna, fra le pause che lo videro indossare la camicia rossa in tutte le campagne dell'epopea garibaldina. Evidentemente, gli studi liceali ed universitari lo misero in contatto con le punte più avanzate del pensiero risorgimentale, in quel Veneto che a metà ottocento ribolliva e scalpitava contro la dominazione austriaca.
A 21 anni, nel 1860, rispose all'appello di Garibaldi per la costituzione di un corpo di volontari, i Mille, per la conquista del Regno delle Due Sicilie. L'11 aprile 1860 lo troviamo in un editto dell'Imperial Regia Delegazione Provinciale, assieme ad altri due poveglianesi, condannato in contumacia per essere fuoriuscito illegalmente dal Veneto, all'epoca ancora sotto il dominio dell'impero asburgico.
Fabris cominciò la sua avventura al seguito di Garibaldi senza grado alcuno, assegnato alla 7ˆ Compagnia, comandata da Benedetto Cairoli, con la quale sostenne il battesimo del fuoco a Calatafimi il 15 maggio, vincendo faticosamente la prima battaglia contro i Borboni. Partecipò alla conquista di Palermo. Furono tre giorni di aspri scontri e, presso il Ponte dell'Ammiraglio, Placido Fabris venne dato per morto, ferito così gravemente da essere considerato irrecuperabile, con il petto trafitto dalla baionetta di un soldato borbonico.
Ma, grazie ad una buona dose di fortuna e alla prestanza fisica, non morì. Ricomparì, quasi come un risorto, a seguire la spedizione dei mille, lungo il Regno delle Due Sicilie, sino a meritarsi un encomio solenne di Benedetto Cairoli, guadagnato sul campo del Volturno. 
Fedele a Garibaldi, lo seguì anche nella prova di forza del 1862, quando Garibaldi tentò con una nuova spedizione di prendere Roma, ancora sotto il dominio temporale del Papa. Il tentativo garibaldino venne bloccato dall'esercito sabaudo sull'Aspromonte, dove, com'è noto a tutti, «Garibaldi fu ferito». Lo scontro tra l'idealità garibaldina e la ragion di Stato sabauda costò al Fabris una detenzione nelle patrie galere assieme agli altri garibaldini, detenzione di lì a poco cancellata da un'opportuna amnistia del re.
Ritroviamo Placido Fabris nel 1866, allo scoppio della Terza Guerra d'Indipendenza, per la liberazione delle terre irredente - Veneto, Trentino, Friuli Venezia Giulia- dal dominio austriaco. Partecipò alle operazioni militari in Trentino e, alla vittoria di Bezzecca, dove venne ferito conquistò una medaglia al valore militare. L'unica vittoria sul campo in quella guerra, vittoria per mano garibaldina, subito frustrata per le convenienze diplomatiche: i garibaldini infatti dovettero ritirarsi dalle terre conquistate e lasciare ancora il Trentino sotto l'Impero Asburgico. Fu in quell'occasione che Garibaldi rispose all'ordine di ritirarsi con il celebre «Obbedisco!».
Tuttavia per Fabris la Terza Guerra d'Indipendenza ebbe delle conseguenze importanti. Restituito il Veneto all'Italia, poté finalmente tornare alla sua piccola patria, Povegliano, da cittadino italiano.
Nel 1867 Fabris partecipa all'ennesimo tentativo garibaldino di conquistare Roma, culminato nelle sconfitte presso Villa Glori e Mentana.
Placido Fabris, conosciuto anche come "il Febo di Garibaldi" per la prestanza e la nobiltà dei tratti, si congedò dalle campagne garibaldine con il grado di tenente e ritornò a Povegliano, per amministrare le sue proprietà.
Consigliere comunale e assessore di Povegliano, si spense presso il cognato a Padova, il 17 dicembre 1907.

## La condanna per omicidio
La notte del 9 luglio 1868 Fabris sorprese un giovane villico che era entrato nella sua proprietà e stava salendo su un pruno. Colto sul fatto dal "Febo di Garibaldi", questi non ci pensò due volte a sparargli alle gambe con un fucile a pallini e, mentre il giovane villico tentava la fuga cercando di scavalcare il muro di cinta, gli sparò nuovamente da distanza ravvicinata facendo cadere il giovane sulla strada. Tommaso Crema, questo il nome del giovane villico poveglianese, morì dissanguato poche ore dopo.
Fabris venne processato e condannato dal tribunale di Treviso a due anni di carcere duro. In seguito la corte d'Appello di Venezia ridusse la pena a sei mesi, in parte condonati per grazia sovrana. Le medaglie non gli vennero ritirate e neppure il vitalizio, nonostante fosse stato appurato che la dichiarazione di essere privo di mezzi di sussistenza non era vera e poteva anzi disporre di un patrimonio di 100.000 lire.

## Riconoscimenti
Il comune di Povegliano, per aver dato i natali a Placido Fabris, è legato alla storica impresa dei Mille, tanto che ha contribuito nel 1906 alle spese per l'erezione del monumento nazionale della spedizione dei Mille sullo scoglio di Quarto, e al monumento ad Anita Garibaldi a Roma. Nel 1954, il Consiglio Comunale presieduto dal sindaco Domenico Pavan, gli ha intitolato la scuola elementare di Povegliano. Nel comune è presente pure una via a lui intitolata.